# Das Land ihrer Träume
Das Land ihrer Träume ist ein historischer Roman des Schweizer Autors Werner J. Egli, der 1988 veröffentlicht wurde.

## Handlung
Zwei deutschsprachige Emigranten wandern um 1850 gemeinsam von Bremerhaven in die USA aus. Beiden, dem schwäbischen Büchsenmacher Heinrich Mansfeld, und dem Schweizer Bierbrauerereigesellen Konrad Obermatt scheint dank finanzieller Hilfe durch Konrads Onkel Johann Biland in New York eine sichere Zukunft als Betreiber eines Eisenwarengeschäfts beschieden zu sein. Doch die unterschiedlichen Charaktere entzweien die  Protagonisten und führt sie auf unterschiedliche Wege.
Erst Jahre später begegnen sich beide ehemaligen Freunde als Feinde im Sezessionskrieg wieder; Heinrich auf der Seite der Union, Konrad auf derjenigen der Konföderation.

## Hintergrund
Nachdem Egli zu Anfang des Buches die widrigen Umstände der Überfahrt, die Erkrankungen der Mitreisenden hervorrufen oder verschlimmern, wie z. B. Tuberkulose, schildert, stehen im weiteren Verlauf die Anlaufprobleme der fremden Neubürger in der Neuen Welt, die Beschreibung der deutschen  Schichten in New York und im späteren Verlauf in St. Louis im Vordergrund, die ebenfalls im 19. Jahrhundert einer der Hauptanlaufpunkte deutscher Siedler war. Schließlich nimmt die Skizzierung des Abolitionismus, die sich abzeichnende Sezession und der eigentliche Bürgerkrieg stärkeren Raum in der Erzählung ein.

## Ausgaben
- Werner J. Egli: Das Land ihrer Träume. Der Roman deutscher Auswanderer zur Zeit des amerikanischen Bürgerkriegs.[1] Scherz Verlag, München 1988, ISBN 3-502-11175-8
- Werner J. Egli: Das Land ihrer Träume. Rowohlt,  Reinbek bei Hamburg 1990, ISBN 3-499-12760-1